# Operation Morgenröte 1
Irakische Invasion (1980)

Entegham – Kaman 99 – Chorramschahr – Sultan 10 – Scorch Sword – Abadan – Kafka – Ashkan – Morwarid – Dezful
Pattsituation (1981)

Tavakol – Susangerd – H-3
Iranische Offensiven zur Befreiung iranischen Territoriums (1981–82)

Samen-ol-A'emeh – Tariq al-Qods – Fath ol-Mobin – Beit ol-Moqaddas – Rückeroberung Chorramschahrs
Iranische Offensiven im Irak (1982–84)

Ramadan/1. Basra – Moslem Ibn Aqil – Muharram ol-Harram – Morgenröte 1 – Morgenröte 2 – Morgenröte 3 – Morgenröte 4 – Morgenröte 5/2. Basra – Kheibar/3. Basra – Kurdenaufstand – Morgenröte 6 – Morgenröte 7 – Hawizeh-Marschland
Iranische Offensiven im Irak (1985–87)

Badr/4. Basra – Morgenröte 8 – 1. al-Faw – Morgenröte 9 – Karbala 1 – Karbala 2 – Karbala 3 – Fath 1 – Karbala 4/5. Basra – Karbala 5/6. Basra – Karbala 6 – Karbala 7 – Karbala 8/7. Basra – Karbala 9 – Karbala10 – Nasr 4
Letztes Kriegsjahr (1988)

Beit ol-Moqaddas 2 – Anfal – Halabdscha – Zafar 7 – Tawakalna ala Allah – 2. al-Faw – Shining Sun – 40 Sterne – Mersad
Tankerkrieg

Earnest Will – Prime Chance – Eager Glacier – Nimble Archer – Praying Mantis
Internationale Vorfälle

Stark – Iran-Air-Flug 655
Die Operation Morgenröte 1 (persisch عملیات والفجر ۱, kurz transkribiert Valfajr 1; in englischer Literatur meist als Operation Dawn 1 übersetzt) war eine iranische Offensive vom 10. bis 17. April 1983 im Iran-Irak-Krieg.
Am 10. April 1983 griff die Islamische Republik Iran das irakische Ein Kosh an. Ein unmittelbares Ziel war die Einnahme der Fernstraße zwischen Basra und Bagdad.
Die Iraner setzten während der Kämpfe meist nur Truppen der Revolutionsgarde (Pasdaran) ein, und die Schlacht galt als eine der drei verlustreichsten Offensiven des Jahres 1983.
Trotz der schweren Verluste auf irakischer Seite gelang es den iranischen Streitkräften nicht, die Fernstraße einzunehmen.